# Crastatt
Crastatt est une commune française située dans la circonscription administrative du Bas-Rhin et, depuis le 1er janvier 2021, dans le territoire de la Collectivité européenne d'Alsace, en région Grand Est.
Cette commune se trouve dans la région historique et culturelle d'Alsace.

## Géographie
|              | Jetterswiller | Zehnacker  |
| Sommerau     | Crastatt      | Hohengoeft |
| Romanswiller |               | Wasselonne |

### Hydrographie
La commune est dans le bassin versant du Rhin au sein du bassin Rhin-Meuse. Elle est drainée par le ruisseau le Heiligenbach,.

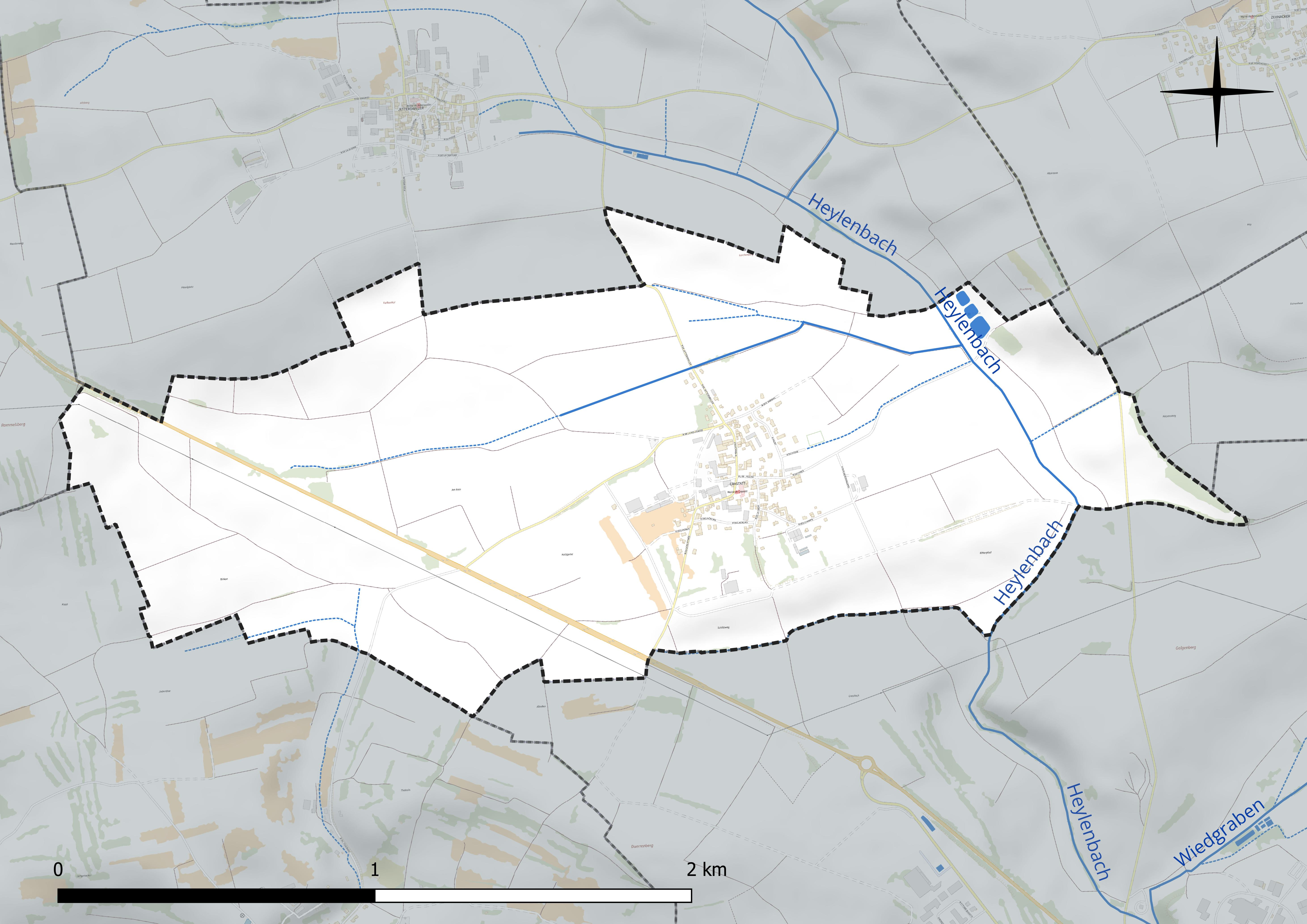
Réseau hydrographique de Crastatt.

### Climat
Pour des articles plus généraux, voir Climat du Grand Est et Climat du Bas-Rhin.
En 2010, le climat de la commune est de type climat des marges montargnardes, selon une étude du Centre national de la recherche scientifique s'appuyant sur une série de données couvrant la période 1971-2000. En 2020, Météo-France publie une typologie des climats de la France métropolitaine dans laquelle la commune est exposée à un climat semi-continental et est dans la région climatique  Vosges, caractérisée par une pluviométrie très élevée (1 500 à 2 000 mm/an) en toutes saisons et un hiver rude (moins de 1 °C). 
Pour la période 1971-2000, la température annuelle moyenne est de 10,1 °C, avec une amplitude thermique annuelle de 17,4 °C. Le cumul annuel moyen de précipitations est de 784 mm, avec 9,9 jours de précipitations en janvier et 10,6 jours en juillet. Pour la période 1991-2020, la température moyenne annuelle observée sur la station météorologique de Météo-France la plus proche, « Wangenbourg_sapc », sur la commune de Wangenbourg-Engenthal à 10 km à vol d'oiseau, est de 9,9 °C et le cumul annuel moyen de précipitations est de 1 131,8 mm. 
La température maximale relevée sur cette station est de 36,4 °C, atteinte le 25 juillet 2019 ; la température minimale est de −16,9 °C, atteinte le 7 février 2012,,. 
Les paramètres climatiques de la commune ont été estimés pour le milieu du siècle (2041-2070) selon différents scénarios d'émission de gaz à effet de serre à partir des nouvelles projections climatiques de référence DRIAS-2020. Ils sont consultables sur un site dédié publié par Météo-France en novembre 2022.

## Urbanisme

### Typologie
Au 1er janvier 2024, Crastatt est catégorisée commune rurale à habitat dispersé, selon la nouvelle grille communale de densité à sept niveaux définie par l'Insee en 2022.
Elle est située hors unité urbaine. Par ailleurs la commune fait partie de l'aire d'attraction de Strasbourg (partie française), dont elle est une commune de la couronne,. Cette aire, qui regroupe 268 communes, est catégorisée dans les aires de 700 000 habitants ou plus (hors Paris),.

### Occupation des sols
L'occupation des sols de la commune, telle qu'elle ressort de la base de données européenne d’occupation biophysique des sols Corine Land Cover (CLC), est marquée par l'importance des territoires agricoles (92,6 % en 2018), une proportion identique à celle de 1990 (92,6 %). La répartition détaillée en 2018 est la suivante : 
terres arables (92,6 %), zones urbanisées (7,4 %). L'évolution de l’occupation des sols de la commune et de ses infrastructures peut être observée sur les différentes représentations cartographiques du territoire : la carte de Cassini (XVIIIe siècle), la carte d'état-major (1820-1866) et les cartes ou photos aériennes de l'IGN pour la période actuelle (1950 à aujourd'hui).

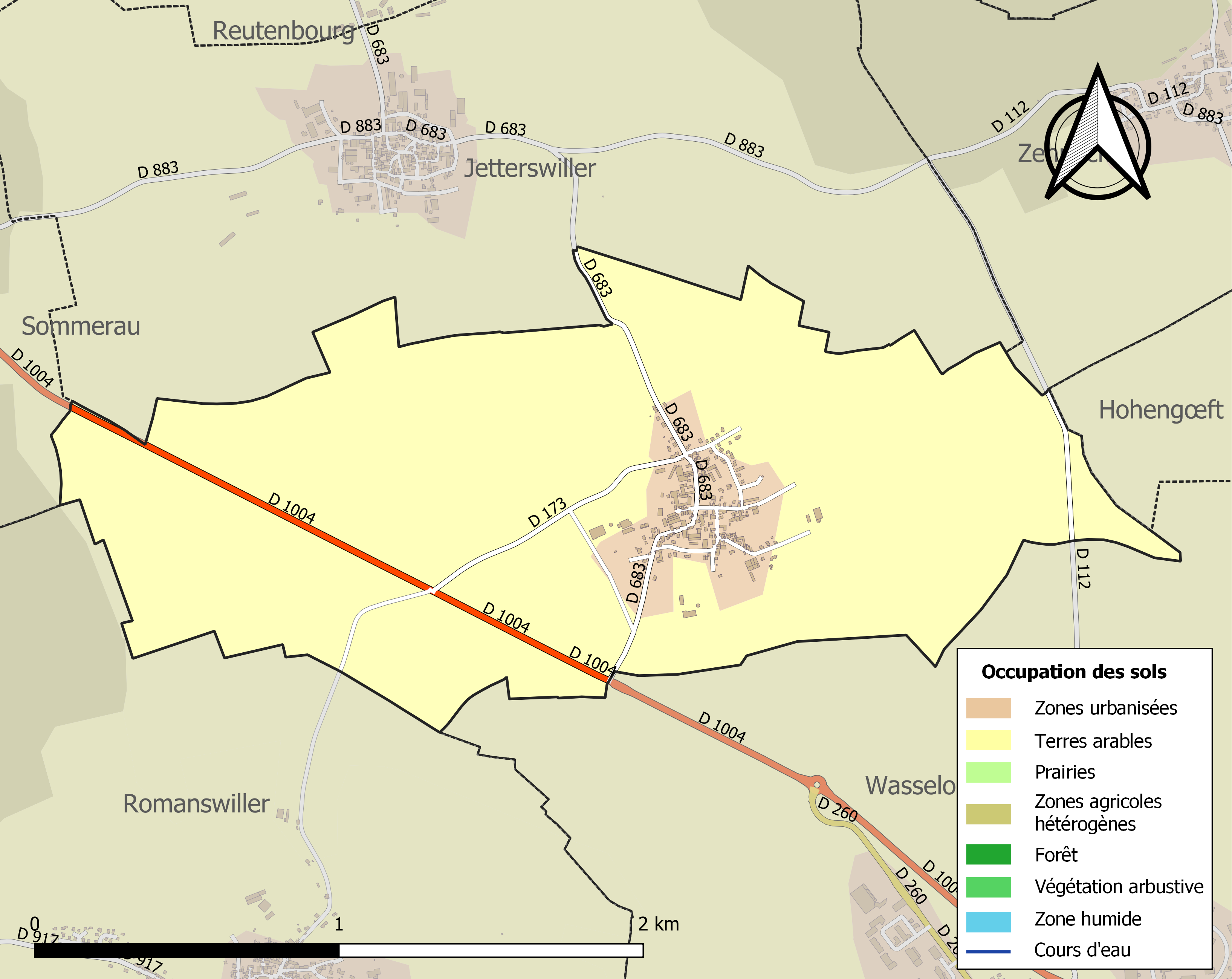
Carte des infrastructures et de l'occupation des sols de la commune en 2018 (CLC).

## Histoire
Crastatt apparaît au Moyen Âge, son nom est mentionné à plusieurs reprises dans les biens des abbayes de Wissembourg (acte de donation de Chrasftestate villa du 19 juin 739 de Nordoald à l'abbaye de Wissembourg), de Marmoutier (1120) et d'Obersteigen (1220 et 1289).
Le village fait partie du bailliage du Kochersberg. Après une longue dispute entre le Saint-Empire romain germanique et l'évêché de Strasbourg, le village restera possession indivise jusqu'au XIVe siècle. L'évêque de Strasbourg après cette période en deviendra seul propriétaire jusqu'à la Révolution française. En 1790, Crastatt est intégrée dans le canton de Marmoutier.
Une nécropole mérovingienne de sept tombes datant du VIIe siècle a été découverte au lieu-dit Ritterpfad en 1914. 
Le clocher roman est du XIIe siècle ou début du XIIIe siècle, le chœur de l'église a été construit en 1883 et dispose d'un orgue de Molsheim de 1890.

### Héraldique
| Blason de Crastatt | Blason  | De gueules au triangle ajouré d'or sommé d'une croisette pommetée du même. |
| Blason de Crastatt | Détails |                                                                            |

## Politique et administration
| Période                                  | Période                   | Identité                                             | Étiquette | Qualité |
| ---------------------------------------- | ------------------------- | ---------------------------------------------------- | --------- | ------- |
| 2001                                     | 2008                      | Bernard Hoerle                                       |           |         |
| mars 2008                                | 2014                      | Bernard Hoerle                                       |           |         |
| 2014                                     | En cours (au 31 mai 2020) | Martine Kuntz-Sarlat Réélue pour le mandat 2020-2026 |           |         |
| Les données manquantes sont à compléter. |                           |                                                      |           |         |

## Démographie
L'évolution du nombre d'habitants est connue à travers les recensements de la population effectués dans la commune depuis 1793. Pour les communes de moins de 10 000 habitants, une enquête de recensement portant sur toute la population est réalisée tous les cinq ans, les populations de référence des années intermédiaires étant quant à elles estimées par interpolation ou extrapolation. Pour la commune, le premier recensement exhaustif entrant dans le cadre du nouveau dispositif a été réalisé en 2004.

En 2022, la commune comptait 291 habitants, en évolution de +7,78 % par rapport à 2016 (Bas-Rhin : +3,17 %, France hors Mayotte : +2,11 %).
| 1793 | 1800 | 1806 | 1821 | 1831 | 1836 | 1841 | 1846 | 1851 |
| ---- | ---- | ---- | ---- | ---- | ---- | ---- | ---- | ---- |
| 241  | 275  | 265  | 337  | 351  | 382  | 350  | 343  | 327  |

| 1856 | 1861 | 1866 | 1871 | 1875 | 1880 | 1885 | 1890 | 1895 |
| ---- | ---- | ---- | ---- | ---- | ---- | ---- | ---- | ---- |
| 323  | 312  | 302  | 281  | 267  | 271  | 298  | 283  | 285  |

| 1900 | 1905 | 1910 | 1921 | 1926 | 1931 | 1936 | 1946 | 1954 |
| ---- | ---- | ---- | ---- | ---- | ---- | ---- | ---- | ---- |
| 276  | 271  | 284  | 317  | 237  | 243  | 222  | 218  | 198  |

| 1962 | 1968 | 1975 | 1982 | 1990 | 1999 | 2004 | 2006 | 2009 |
| ---- | ---- | ---- | ---- | ---- | ---- | ---- | ---- | ---- |
| 194  | 175  | 168  | 173  | 177  | 184  | 187  | 195  | 199  |

| 2014 | 2019 | 2022 | - | - | - | - | - | - |
| ---- | ---- | ---- | - | - | - | - | - | - |
| 257  | 270  | 291  | - | - | - | - | - | - |

## Lieux et monuments

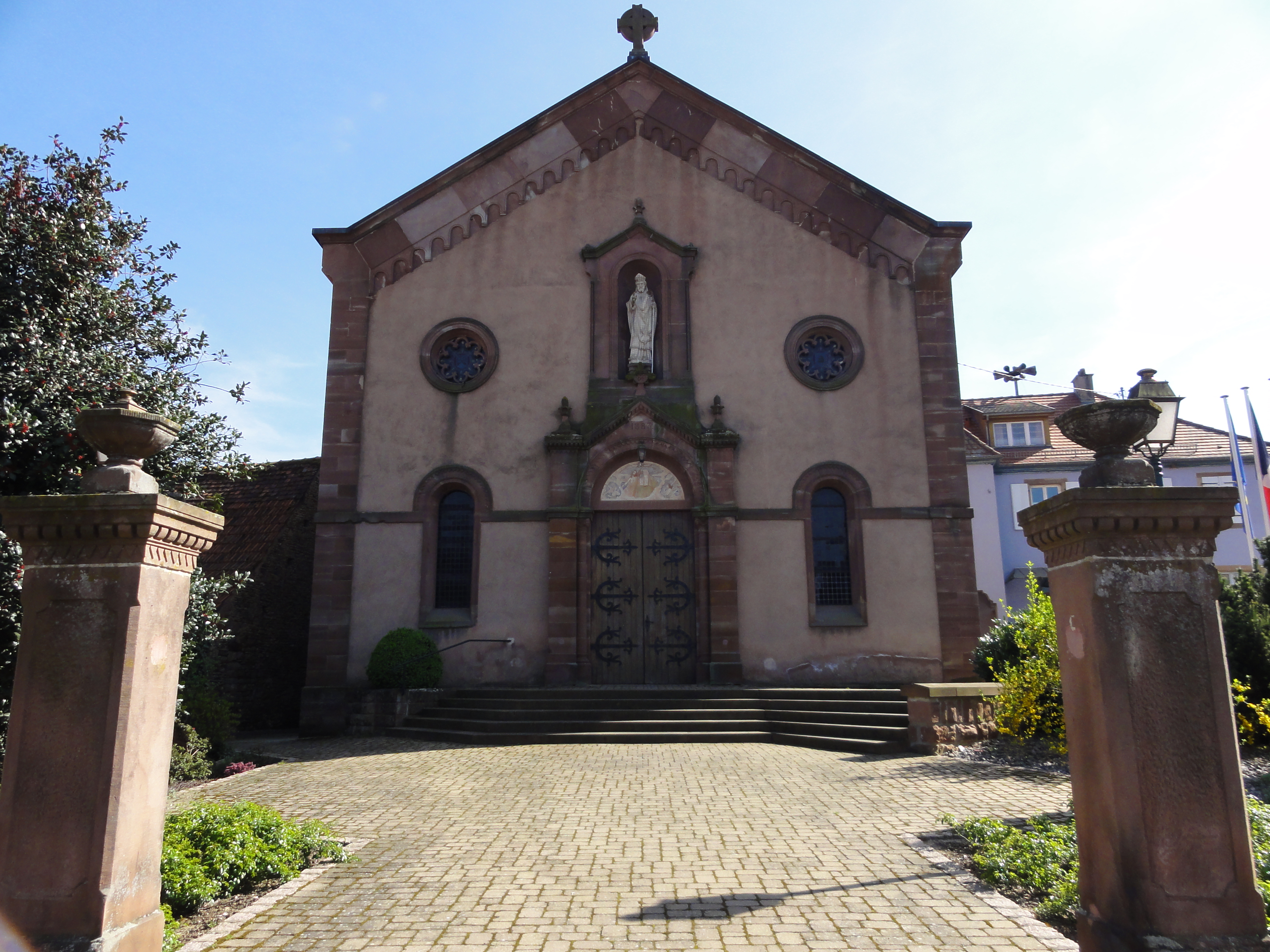
Église Saint-Augustin.
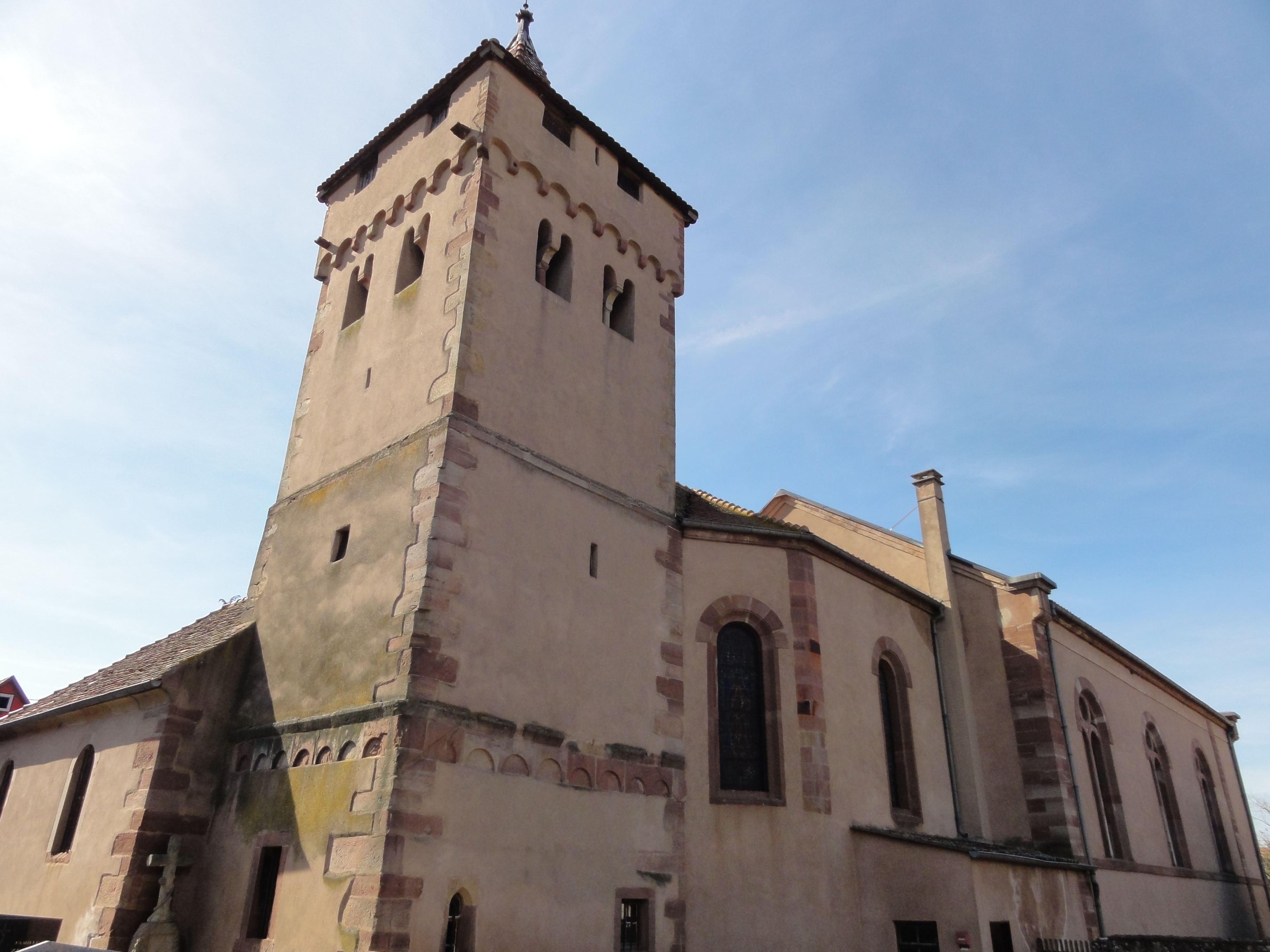
Église Saint-Augustin.
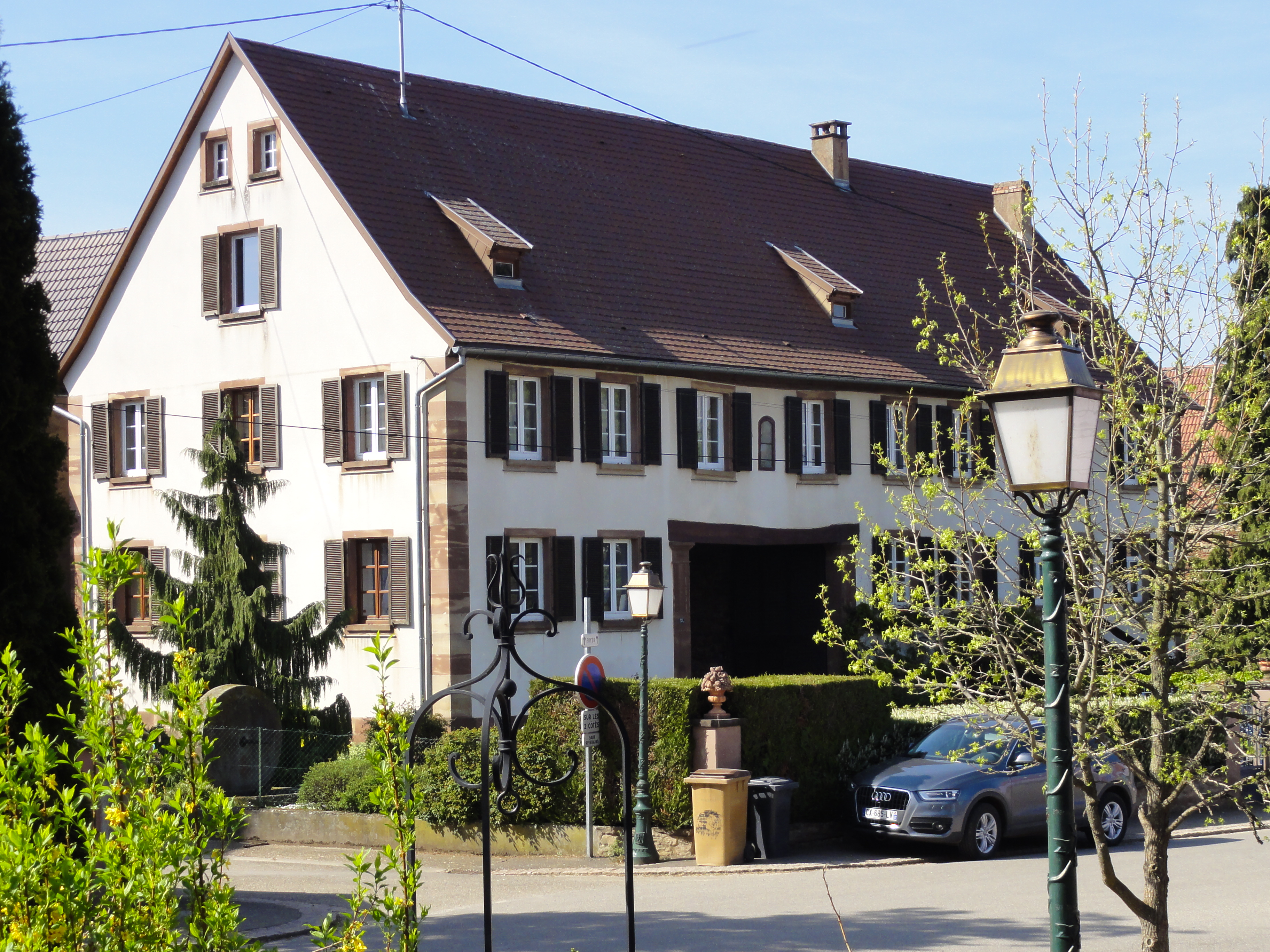
Ferme, 53 rue Principale.